# Prochorowka (obwód rostowski)
Prochorowka (ros. Прохоровка) – wieś (sieło) w Rosji, w obwodzie rostowskim, w rejonie krasnosulińskim. W 2010 liczyła 525 mieszkańców.